# K-POP 20 (SBS M의 텔레비전 프로그램)
K-POP 20은 2011년에 방영한 SBS M의 음악프로그램이다.
방송시간은 오전 9시 30분이다.

## 같이 보기
- SBS M
- 음악